# Mikroskopisch und makroskopisch
Die Begriffe mikroskopisch und makroskopisch (von  μικρός mikrós „klein“, μακρός makrós „weit, groß“ und σκοπεῖν skopeĩn „beobachten, betrachten“) unterscheiden Sichtweisen, die sich auf das Kleine konzentrieren bzw. dieses außer Acht lassen.
In manchen Fällen stimmt das damit überein, ob man zur Betrachtung eine Lupe oder ein Mikroskop verwendet, oder ob man sich auf die mit bloßem Auge sichtbaren Strukturen beschränkt:
- Makroskopisch: mit bloßem Auge sichtbar (Freisichtigkeit)
- Mikroskopisch: nur mit Gerät zur Vergrößerung, z. B. Lupe oder Mikroskop, sichtbar, oder selbst dafür noch zu klein

## Medizin
In der Medizin nennt man die Betrachtung mit dem bloßen Auge Makroskopie (siehe auch Makroskopische Anatomie).

## Physik
In der Physik ist mit dem Begriff mikroskopisch meist eine Betrachtung auf der Ebene von Teilchen (etwa Atomen oder deren Bestandteilen) gemeint, bei der typische Quanteneffekte wie Interferenz der Wellenfunktion berücksichtigt werden. 
Mit makroskopisch ist insbesondere in der Thermodynamik die Betrachtung statistischer Größen assoziiert. Das Verhalten eines Systems wird nicht aus dem Verhalten seiner kleinsten Bestandteile hergeleitet. Ein Gas ist beispielsweise makroskopisch gesehen homogen, mikroskopisch besteht es aus einzelnen Molekülen mit viel leerem Raum dazwischen. Besonders augenfällig ist der Unterschied von mikroskopischer und makroskopischer Beschreibung bei der Temperatur.

## Chemie und Festkörperphysik
In der Festkörperphysik und Chemie wird ein zwischen mikroskopisch und makroskopisch liegender Übergangsbereich als mesoskopisch (von altgriechisch μέσος mesos „mittig, in der Mitte“) bezeichnet. Hier hängen Materialeigenschaften zwar von der Größe des Systems ab, etwa aufgrund einer großen freien Weglänge, aber die große Zahl der Atome vereitelt eine Auflösung des Energiespektrums in diskrete Niveaus. Vereinfachend gesagt erstreckt sich der mesoskopische Bereich auf eine Längenskala von etwa einem Nanometer bis etwa einem Mikrometer.